# Machimus lecythus
Machimus lecythus är en tvåvingeart som först beskrevs av Walker 1849.  Machimus lecythus ingår i släktet Machimus och familjen rovflugor. Inga underarter finns listade i Catalogue of Life.